# Камышинский сельсовет (Курская область)
Камы́шинский сельсовет — муниципальное образование со статусом сельского поселения в Курском районе Курской области Российской Федерации.
Административный центр — посёлок Камыши.

## История
Статус и границы сельсовета установлены Законом Курской области от 21 октября 2004 года № 48-ЗКО «О муниципальных образованиях Курской области».

## Население
| 2002  | 2010  | 2012  | 2013  | 2014  | 2015  | 2016  |
| ----- | ----- | ----- | ----- | ----- | ----- | ----- |
| 3616  | ↘3300 | ↘3217 | ↘3158 | ↗3308 | ↘3290 | ↘3284 |
| 2017  | 2018  | 2019  | 2020  | 2021  |       |       |
| ↘3245 | ↘3205 | ↗3217 | ↘3200 | ↘2952 |       |       |

## Состав сельского поселения
| № | Населённый пункт | Тип населённого пункта          | Население |
| - | ---------------- | ------------------------------- | --------- |
| 1 | Букреевка        | деревня                         | ↘669      |
| 2 | Волобуево        | деревня                         | ↘152      |
| 3 | Каменево         | деревня                         | ↘476      |
| 4 | Камыши           | посёлок, административный центр | ↘1370     |
| 5 | Куркино          | село                            | ↘183      |
| 6 | Малахово         | деревня                         | ↘157      |
| 7 | Чурилово         | деревня                         | ↗293      |